# Droga wojewódzka 516
Die Droga wojewódzka 516 (DW 516) ist eine polnische Woiwodschaftsstraße von nur wenigen hundert Metern. Sie verläuft innerhalb der Woiwodschaft Pommern und fungiert als Zubringer vom Bahnhof (stacja kolejowa) in der Kreisstadt Sztum (Stuhm) zur Landesstraße 55.